# Friday Harbor Airport
Friday Harbor Airport je veřejné letiště v jihozápadní části města Friday Harbor na ostrově svatého Jana v americkém státě Washington. Jeho vlastníkem je místní přístav, Port of Friday Harbor. Letiště je unikátní svými zkratkami ICAO (KFHR) a IATA (FRD), které mají u většiny amerických letišť stejná tři poslední písmena, ale zde nikoli.
Letiště má rozlohu 59 hektarů a jen jednu ranvej, která je asfaltová, 1037 metrů dlouhá a 23 metrů široká. V roce 2005 zde bylo zaznamenáno 63 405 pohybů, z čehož 67 % tvořilo obecné letectví a 33 % letecké taxi. Ze 142 letadel na letišti bylo 95 procent jednomotorových, 5 % vícemotorových.
Aerolinky a destinace:
- Kenmore Air – Roche Harbor, Seattle (Boeing), Seattle (Lake Union)
- San Juan Airlines – Anacortes, Bellingham, Blakelyho ostrov, Decaturův ostrov, Lópezův ostrov, Orcasův ostrov, Vancouver

Jedná se o jedno z letišť v počítačové hře Microsoft Flight Simulator X.